# Hummelsbüttel
Hummelsbüttel (en baix alemany Hummelsbüddel) és un barri del bezirk d'Wandsbek a la ciutat estat d'Hamburg a Alemanya. El 2015 tenia 17.437 habitants sobre una superfície de 9,2 km². Té el Raakmoorgraben com frontera occidental amb Langenhorn, l'Alster com a frontera meridional amb Ohlsdorf, a l'est toca amb Poppenbüttel i al nord amb Glashütte, un barri de Norderstedt a Slesvig-Holstein. El Susebek a l'entorn del qual el nucli històric ara desaparegut va crear-se, creua el poble de nord a sud.
El nom prové del baix alemany Hummelsbüddel un mot compost del sufix d'origen saxò -büttel, bottle o büddel que significa masia i prefixat d'una nom de persona, en aquest cas probablement un cert Hunmar. El nom apareix per a primera vegada com Hummersbottle l'any 1319, quan els tres senyors de la nissaga dels von Hummersbottle van vendre una masia al vicari Nicolau Decani.
El 1864, després de la Guerra dels Ducats va passar sota domini prussià i va ser incorporat al districte de Stormarn. Del 1867, fins al 1937 quan va fusionar amb la ciutat estat d'Hamburg per decret del govern nazi, va ser un municipi independent. Després de la Segona Guerra Mundial, la població va créixer ràpidament. L'estructura rural del poble va desaparèixer per les urbanitzacions noves amb els seus immobles de pisos Lentersweg (anys 1950) i Tegelsbarg (anys 1970) en estil funcionalista poc inspirat. Quasi no queda cap record del poble antic. El molí d'aigua de civada pelada, anomenat Grützmühle el 1962 va ser transferit al museu a l'aire lliure de Volksdorf.

## Llocs d'interès

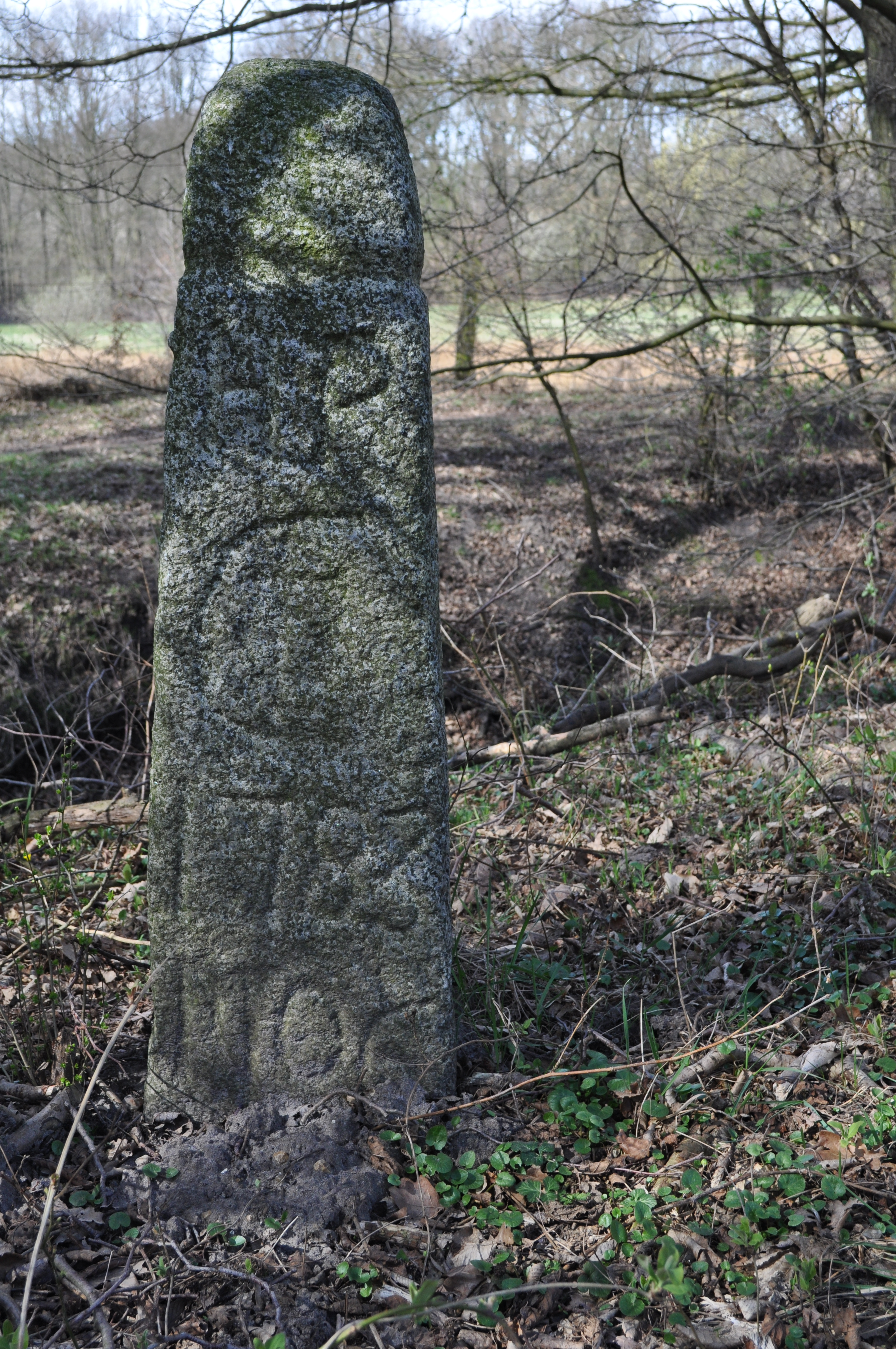
Fita número 6 del 1783

- La reserva natural als aiguamolls del Raakmoor, una zona pantanosa que va ser assecat en excavar el Raakmoorgraben per explotar la torba i el biòtop va ser destruït considerablement. Una part que escapar a la urbanització va ser renaturalitzada i protegida des del 1979, el nivell freàtic va pujar i moltes plantes rares van tornar.[4]
- El llac Hummelsee i el «Mont de l'abocador»
- El sender per a vianants lents a la ribera de l'Alster, construït a l'antic camí de sirga i el parc Teetzpark al marge del riu.[5]
- 29 fites que posades el 1783 i el 1826 per marcar la frontera entre la Senyoria de Pinneberg, aleshores a Dinamarca i Hamburg.

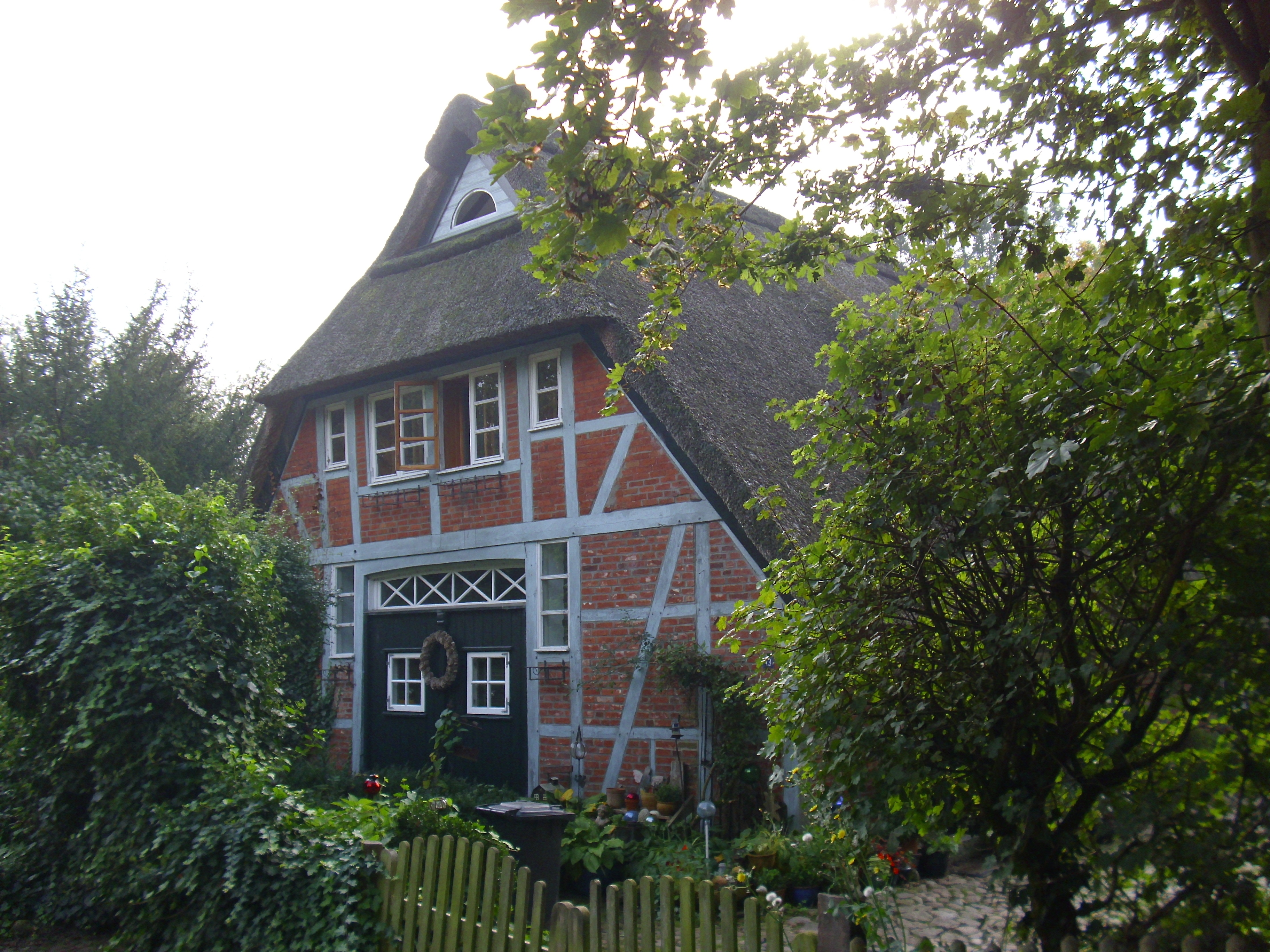
Masia antiga al carrer Grützmühlenweg
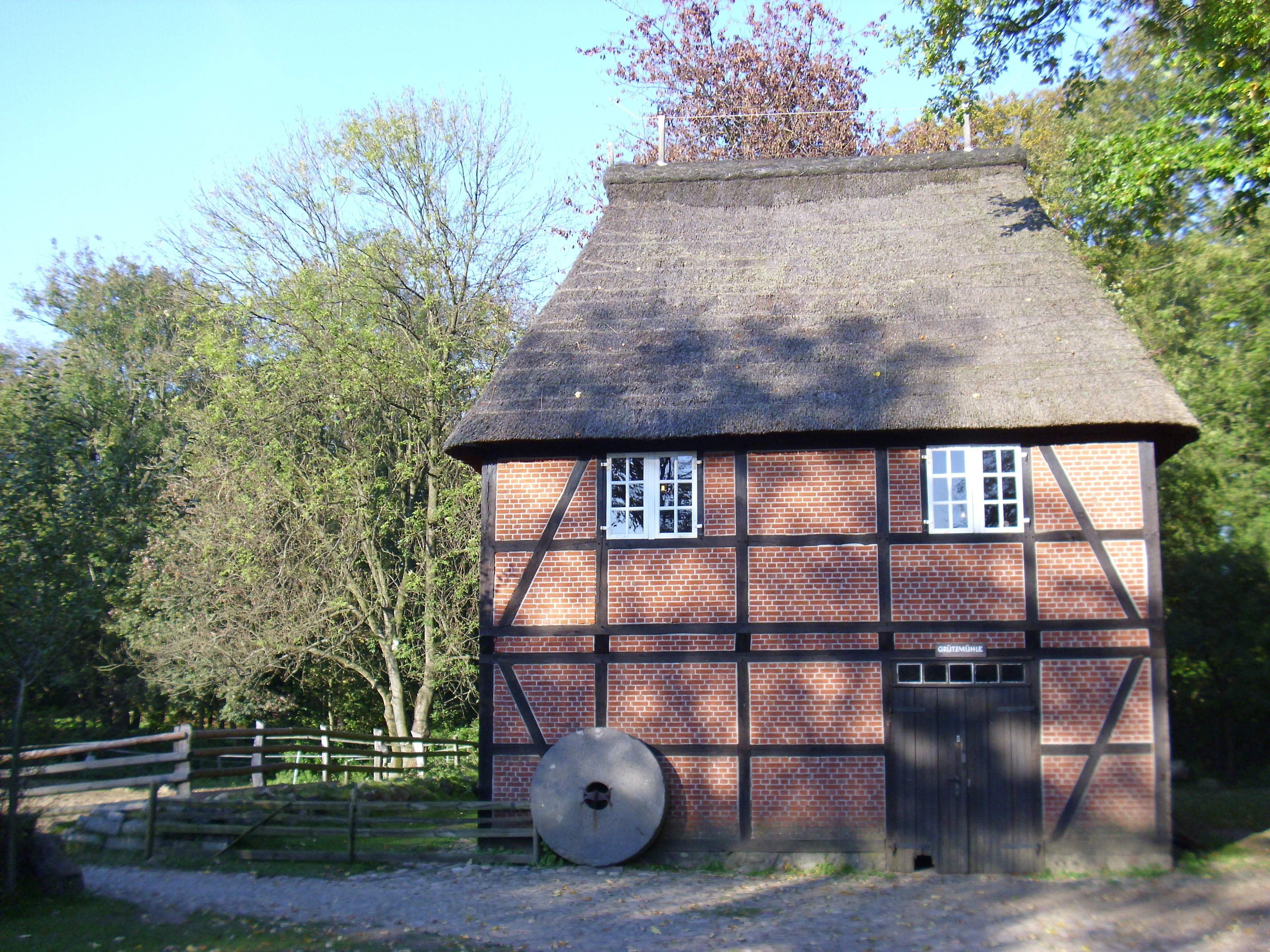
Molí de civada pelada (Grützmühle) reconstruït el 1962 al museu de Volksdorf

## Persones
- Ernst Eitner (1867-1955), pintor
- Hermann Claudius (1878-1980), poeta